# George Bush: The Unauthorized Biography
George Bush: The Unauthorized Biography (del idioma inglés: George Bush: The Unauthorized Biography ‘Biografía no autorizada de George Bush’) en un libro biográfico acerca de George H. W. Bush escrito por Webster Tarpley.

## Descripción
Describe a la familia Bush y sus innumerables relaciones históricas sobre la base de descripciones detalladas y muy bien fundamentadas. Se revisa el origen de la fortuna de la Familia Bush y la relación de esta con el camino de Adolf Hitler al poder, el Escándalo Irán-Contra, el Escándalo Watergate, el intento de asesinato de Ronald Reagan, de como inventaron el Asunto del Avenger para formarle una imagen de héroe de guerra, el gobierno secreto, su planes de eugenesia para reducir la población mundial. Kissinger, China, y el genocidio en el Tercer Mundo, de como presionó a Irak para que atacará a Kuwait, Isla Júpiter, los Skull and Bones, y otros temas.

## Capítulos
Introducción -- El Calígula americano
1. La Casa de Bush: Nacido en un Banco[3]
2. El Proyecto Hitler[4]
3. Higiene racial: Tres alianzas de la familia Bush[5]
4. El centro del poder está en Washington.[6]
5. Papito y Mamita[7]
6. Bush en la Segunda Guerra Mundial[8]
7. Skull and Bones , la pesadilla racista de Yale
8. La pandilla de la Cuenca Permiana.[9]
  1. Invasión de Bahía de Cochinos y el Asesinato de John F. Kennedy.[10]
9. Bush desafía a Yarborough por el Senado[11]
10. La goma va al Congreso[12]
11. Embajador en la ONU, un clon de Kissinger[13]
12. El Presidente George y Watergate[14]
13. Bush intenta la Vicepresidencia 1974[15]
14. Bush en Pekín
15. Director de la CIA
16. Campaña de 1980
17. Intento de golpe de Estado del 30 de marzo de 1981
18. Irán-Contras
19. El Apalancamiento de la Mafia
20. La falsa Guerra contra las drogas
21. Omaha
22. Bush, Presidente de los Estados Unidos
23. El Fin de la Historia
24. El Nuevo Orden Mundial
25. Tormenta tiroidea